# Mühlenkopfschanze

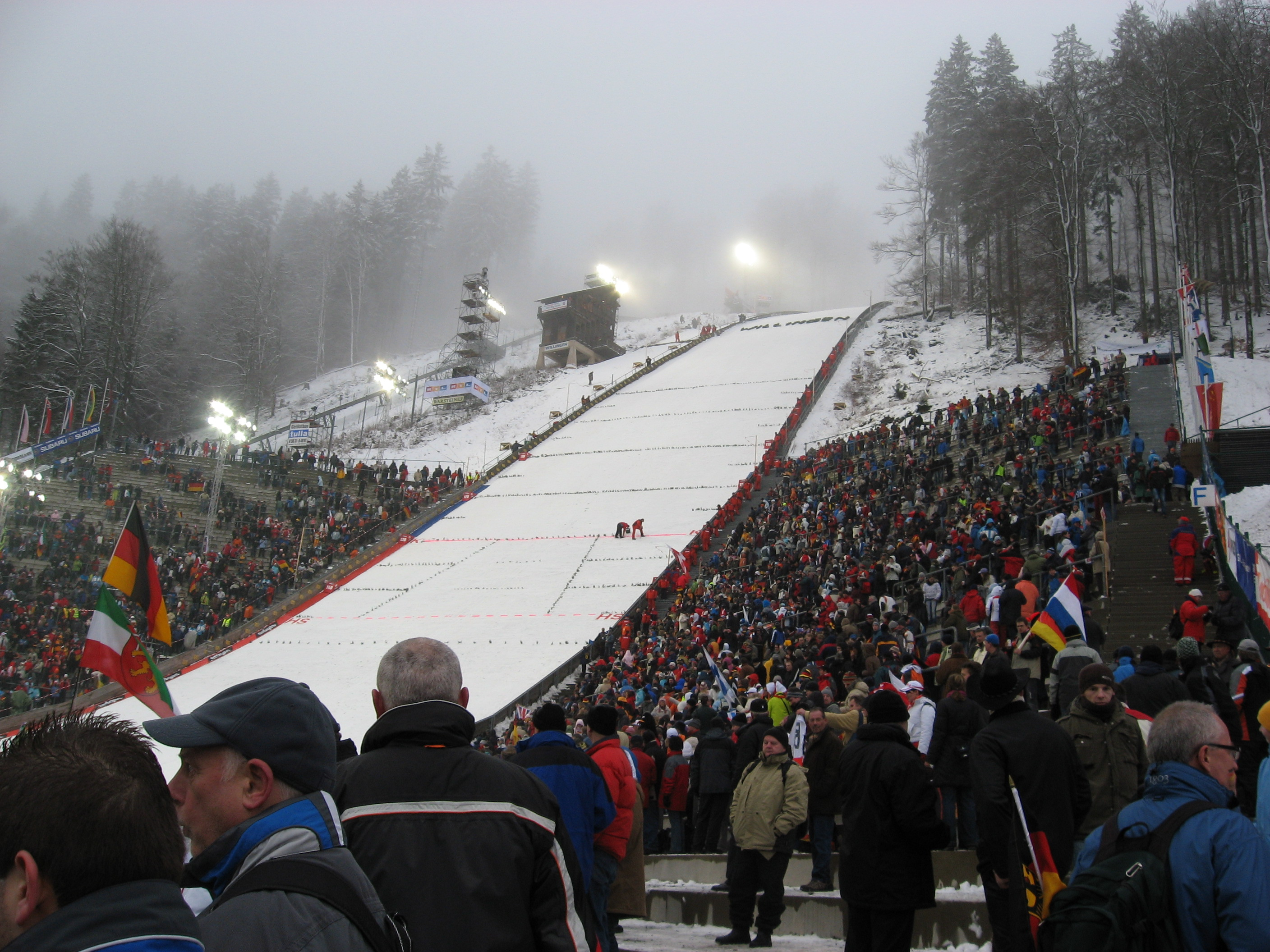
Skocznia podczas zawodów Pucharu Świata w 2007

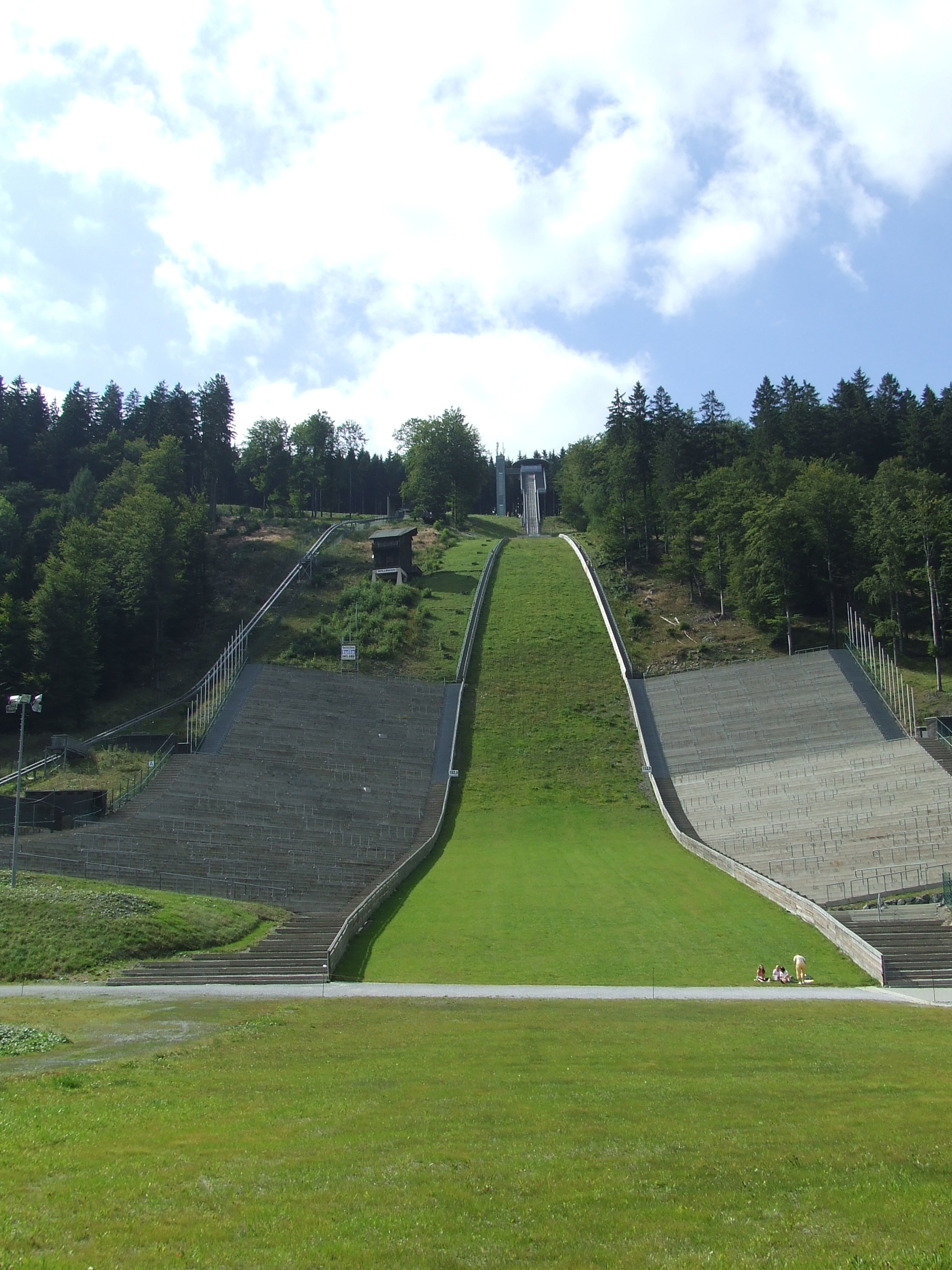
Skocznia latem

Mühlenkopfschanze – duża skocznia narciarska o punkcie konstrukcyjnym K130 i rozmiarze HS 147, zlokalizowana w niemieckiej miejscowości Willingen (Hesja), na północno-wschodnim, zalesionym zboczu szczytu Mühlenkopf (815 m n.p.m.) w Górach Rothaar, od której obiekt wziął swą nazwę. Jest to aktualnie największa na świecie duża skocznia narciarska.

## Historia
Pierwszą skocznię narciarską na górze Mühlenkopf zbudowano w 1925 r., a mierzyła ona 35 m. Uroczyste otwarcie miało miejsce w 1926 r. W 1930 r. obiekt zmodernizowano, a w 1931 r. pierwsze zawody wygrał na niej Erich Recknagel. W 1950 r. rozbudowano ją do rozmiaru dużej skoczni z wieżą najazdową, zaś inauguracja nastąpiła 14 stycznia 1951. Mühlenkopfschanze była wówczas czwartą pod względem wielkości skocznią narciarską świata. W 1956 r. odbyły się na niej mistrzostwa Niemiec w skokach narciarskich. W 1960 r. zawaliła się wieża najazdowa, której resztki rozebrano latem 1962 r. W 2000 r. obiekt przeszedł gruntowną modernizację, zburzono starą skocznię, a na jej miejscu powstała nowa, na której możliwe stały się odległości powyżej 140 metrów. Rekord skoczni od 3 lutego 2024 roku należy do Johanna André Forfanga który w konkursie Pucharu Świata skoczył 155,5 metra. Obiekt posiada sztuczne oświetlenie.
Od sezonu 2017/2018 zawody Pucharu Świata w Willingen tworzą cykl Willingen Five (w 2021 nazwa została zmieniona na Willingen Six). Jego zwycięzcami zostali chronologicznie Kamil Stoch, Ryōyū Kobayashi, Stephan Leyhe i Halvor Egner Granerud. Główna nagroda w tym minicyklu to 25 000 euro.
Adam Małysz uzyskał tutaj swój rekord wysokości łącznej noty (na skoczni dużej) równy 316 punktów. Jednak najlepszym w tej kategorii jest Niemiec Sven Hannawald, który w 2003 na tym obiekcie uzyskał notę 328,2. W obu swoich skokach w tym dniu otrzymał dziewięć (na dziesięć) not po 20 punktów za styl.

## Galeria

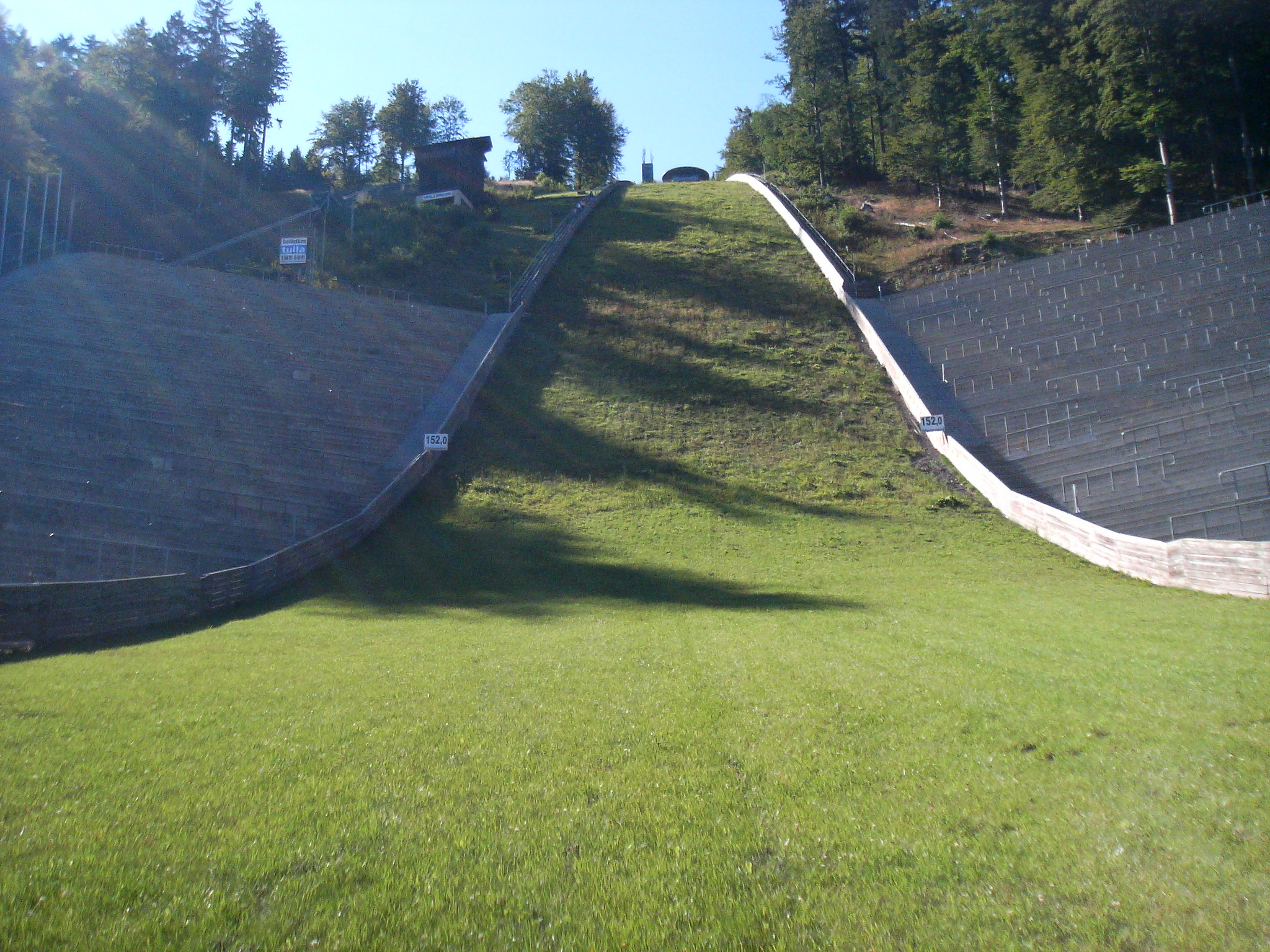
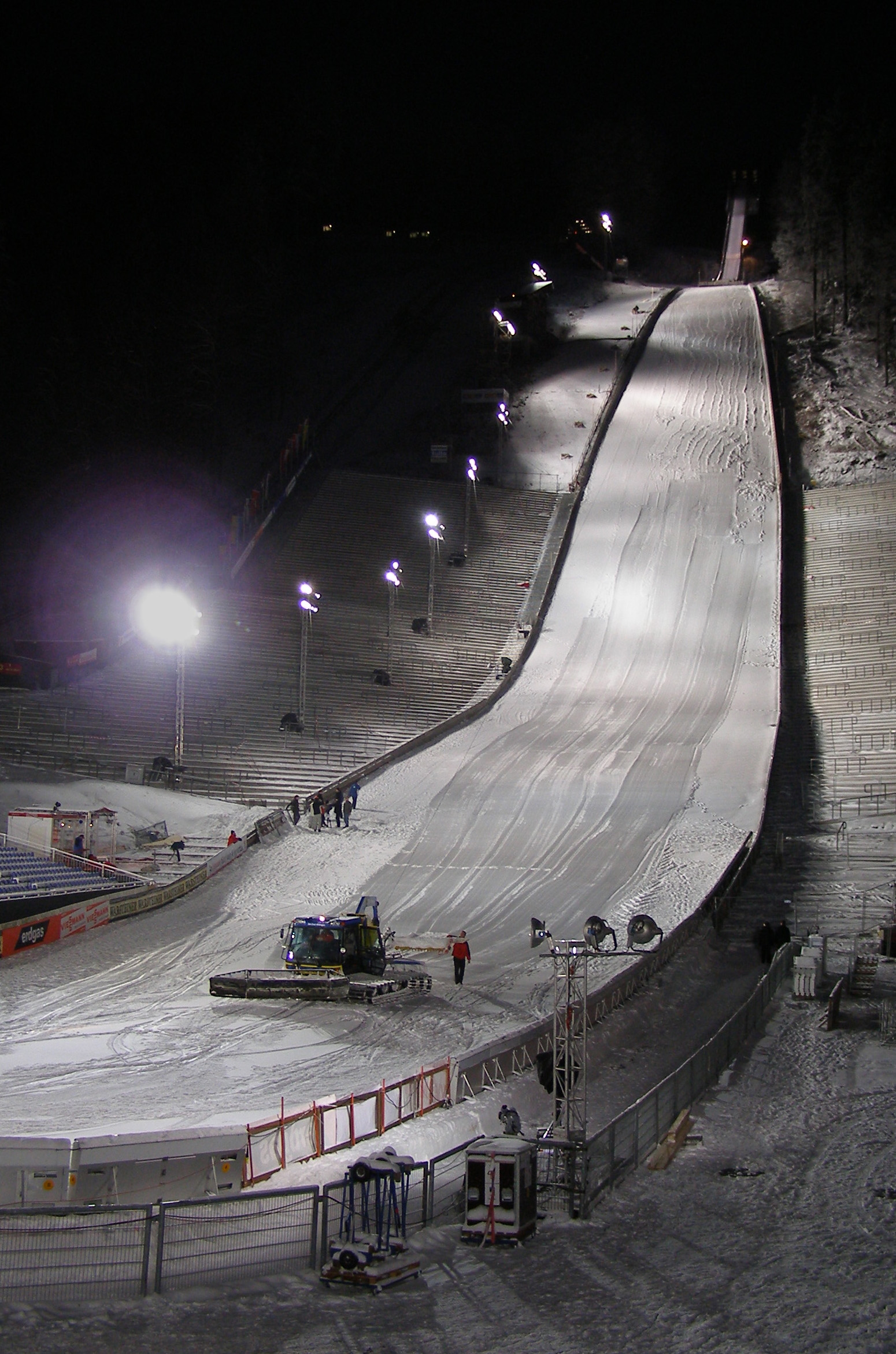
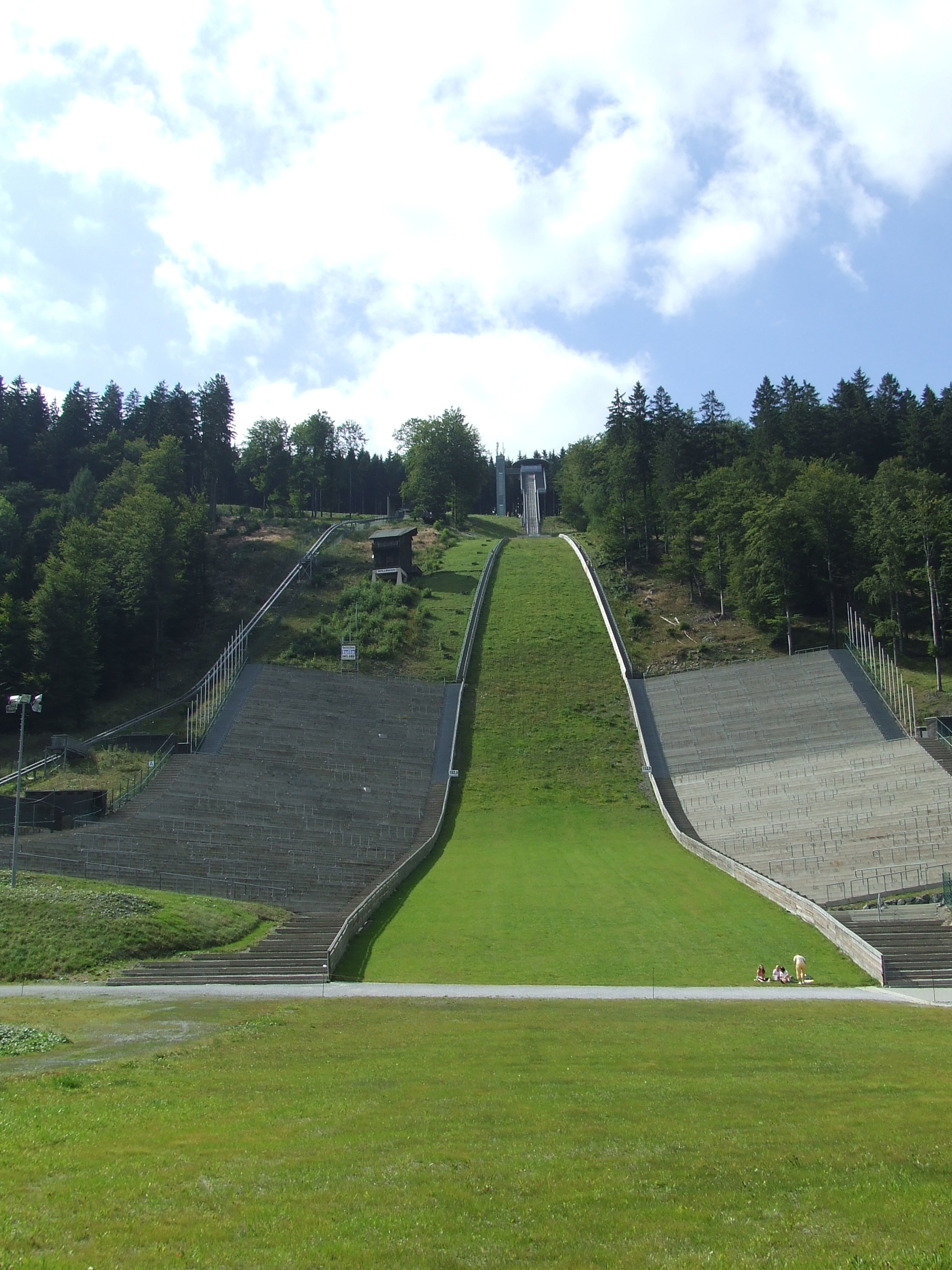
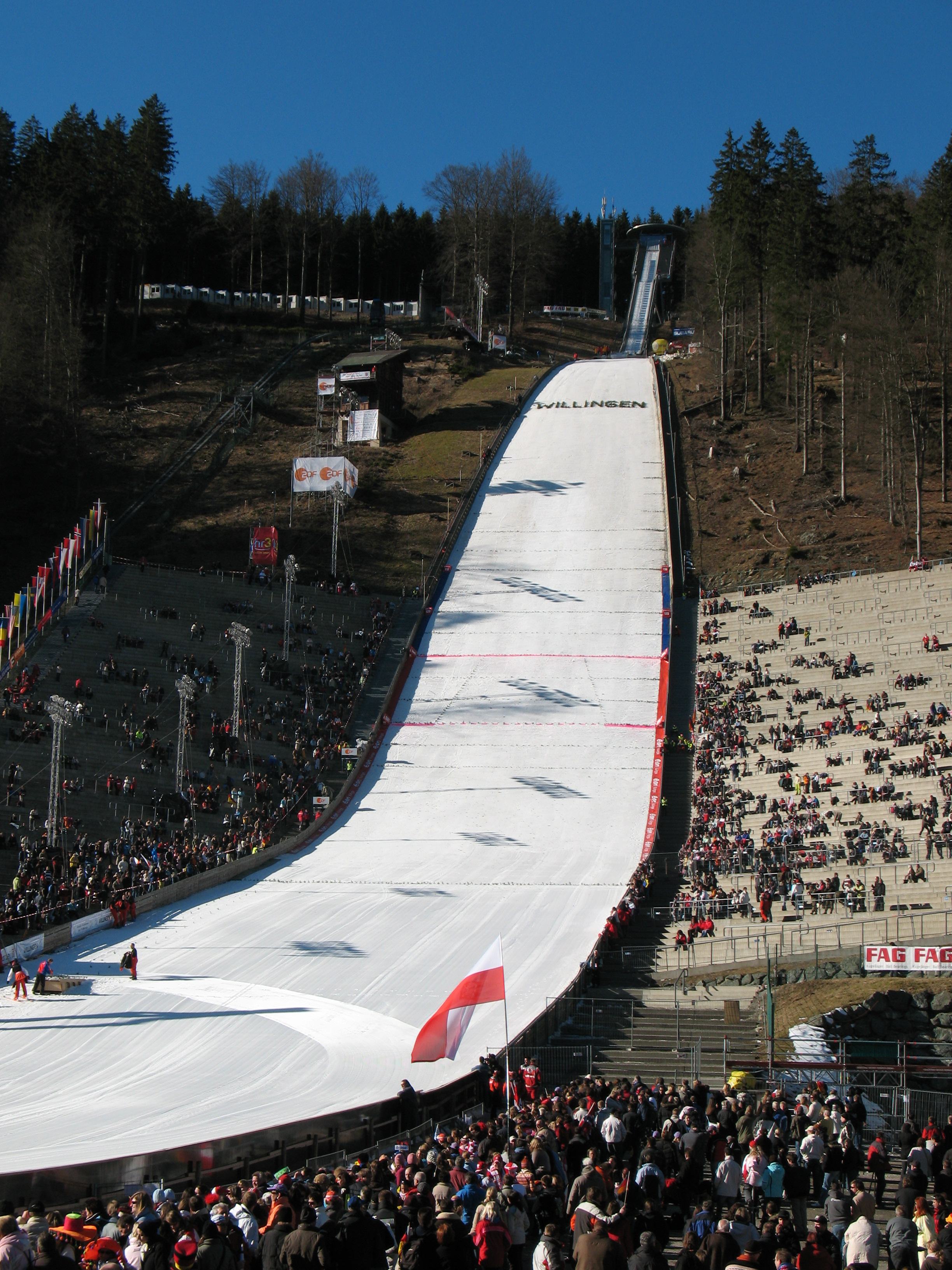
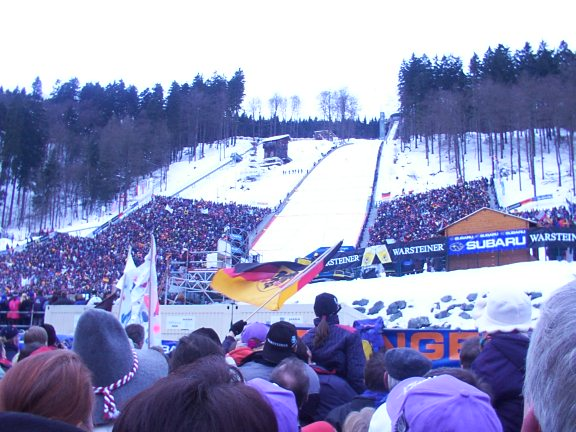
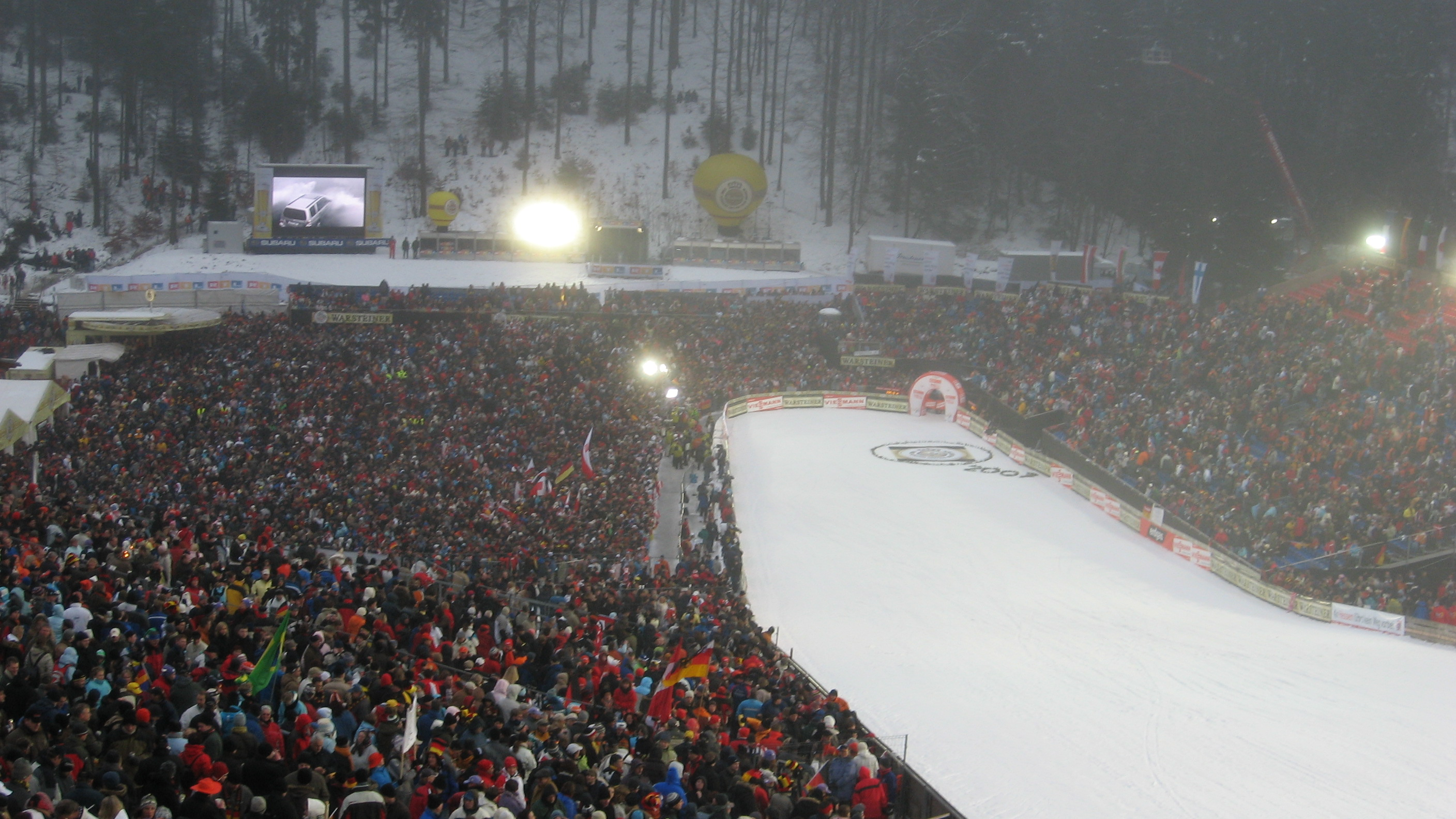
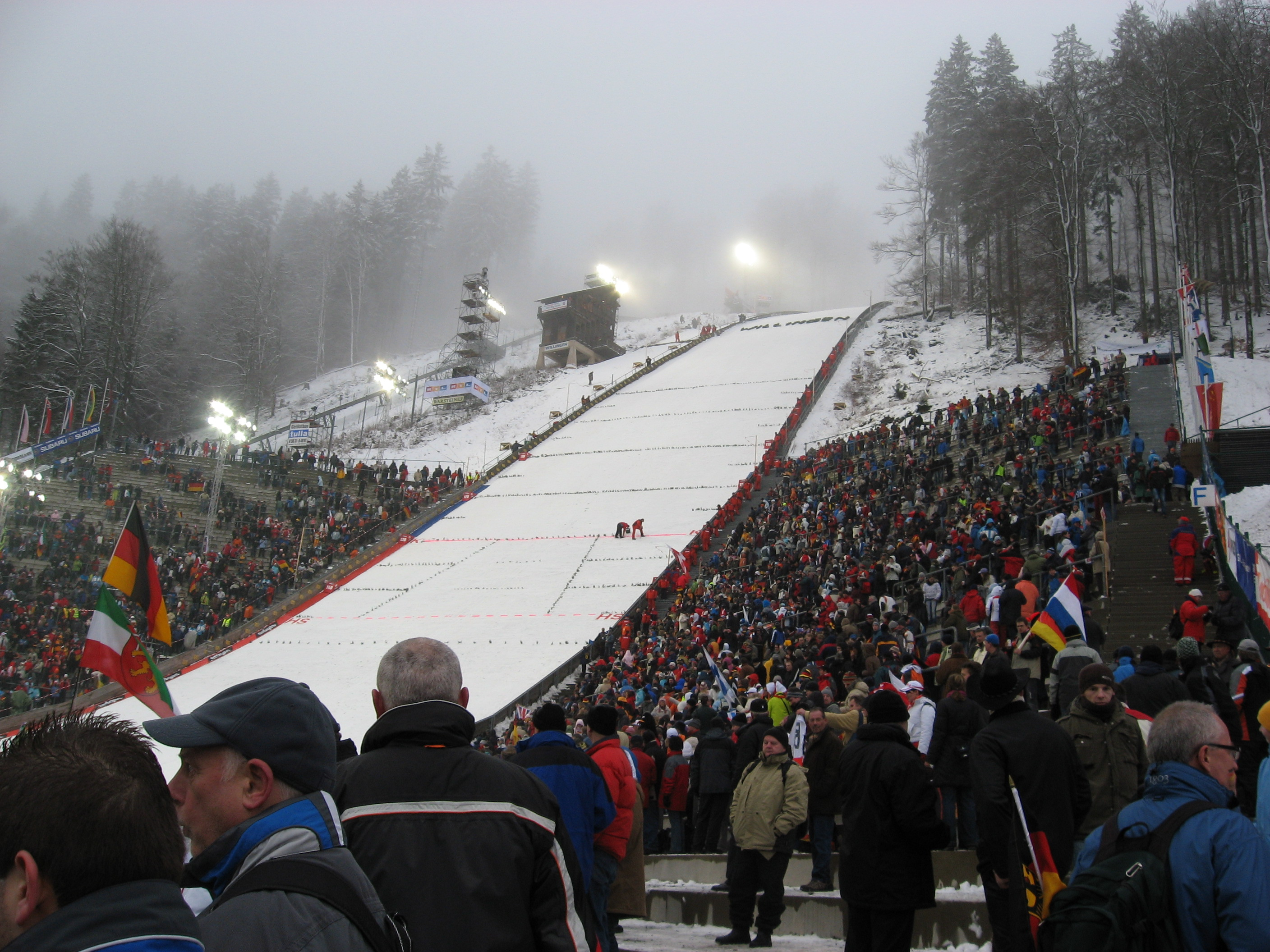
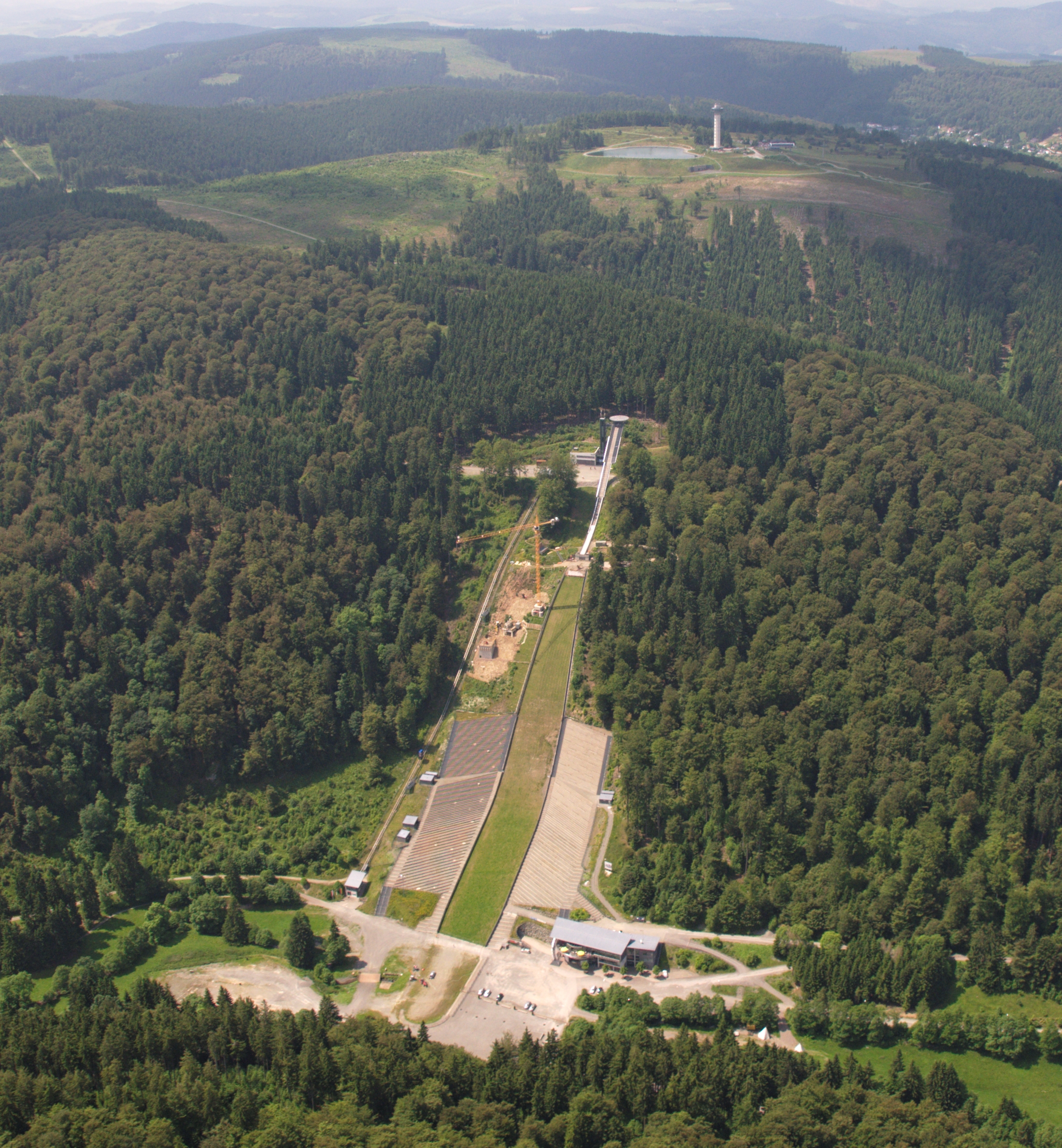

## Parametry skoczni
- Punkt konstrukcyjny: 130 m
- Wielkość skoczni (HS): 147 m
- Długość rozbiegu: 107 m
- Nachylenie progu: 11°
- Wysokość progu: 3,25 m
- Nachylenie zeskoku: 35°

## Rekordziści skoczni
| Lp. | Dzień       | Rok  | Zawodnik             | Odległość | Zawody        |
| --- | ----------- | ---- | -------------------- | --------- | ------------- |
| 1.  | 8 stycznia  | 1995 | Andreas Goldberger   | 125,0 m   | Puchar Świata |
| 2.  | 8 stycznia  | 1995 | Andreas Goldberger   | 126,5 m   | Puchar Świata |
| 3.  | 1 lutego    | 1997 | Martin Höllwarth     | 131,0 m   | Puchar Świata |
| 4.  | 29 stycznia | 1999 | Noriaki Kasai        | 132,5 m   | Puchar Świata |
| 5.  | 6 lutego    | 2000 | Andreas Widhölzl     | 135,0 m   | Puchar Świata |
| 6.  | 2 lutego    | 2001 | Adam Małysz          | 142,0 m   | Puchar Świata |
| 7.  | 3 lutego    | 2001 | Adam Małysz          | 142,5 m   | Puchar Świata |
| 8.  | 3 lutego    | 2001 | Adam Małysz          | 151,5 m   | Puchar Świata |
| 9.  | 9 stycznia  | 2005 | Janne Ahonen         | 152,0 m   | Puchar Świata |
| 10. | 1 lutego    | 2014 | Jurij Tepeš          | 152,0 m   | Puchar Świata |
| 11. | 29 stycznia | 2021 | Klemens Murańka      | 153,0 m   | Puchar Świata |
| 12. | 2 lutego    | 2024 | Johann André Forfang | 153,0 m   | Puchar Świata |
| 13. | 3 lutego    | 2024 | Johann André Forfang | 155,5 m   | Puchar Świata |